# Riu Coco
El riu Coco, anteriorment conegut com a riu Segovia, Riu del Cap o riu Yara, és un riu que transcorre al sud d'Hondures i al nord de Nicaragua. Els indis Miskitos, que viuen al llarg del riu, l'anomenen Wanki.
El riu neix prop de San Marcos de Colón, Hondures, i flueix 780 km i desemboca a Cabo Gracias a Dios, un petit delta al mar Carib. La conca mitja i inferior del riu forma la frontera Honduras-Nicaragua cap a la Costa Atlàntica.
Els seus principals afluents són el riu Bocay i el riu Waspuk.
El 7 de setembre de 2007, els principals mitjans de comunicació internacionals van informar que el riu Coco estava més d'11 metres per sobre de l'estadi normal, dos dies després que l'huracà de categoria 5 Felix arribés a terra.